# Toxorhina (Ceratocheilus) pictipennis
Toxorhina (Ceratocheilus) pictipennis is een tweevleugelige uit de familie steltmuggen (Limoniidae). De soort komt voor in het Afrotropisch gebied.